# بورخا نافارو غارسيا
بورخا نافارو غارسيا (بالإسبانية: Borja Navarro)‏ (14 مايو 1990 في إسبانيا - ) هو لاعب كرة قدم إسباني في مركز الهجوم. لعب مع ريال سبورتينغ خيخون وسبورتينغ خيخون ب ونادي ألباسيتي ونادي غيخيليو ونادي كومبوستيلا وPattaya United F.C. (2008) ‏ وSD Lemona ‏ ونادي ألميريا ب وCaudal Deportivo ‏.

## وصلات خارجية
- بورخا نافارو غارسيا على موقع قاعدة بيانات كرة القدم.إي يو (الإنجليزية)
- بورخا نافارو غارسيا على موقع Soccerway.com (الإنجليزية)
- بورخا نافارو غارسيا على موقع AS.com (الإسبانية)